# 1907–1908-as belga labdarúgó-bajnokság (első osztály)
Az 1907–1908-as Jupiler League volt a 13. alkalommal megrendezett, legmagasabb szintű labdarúgó-bajnokság Belgiumban. A szezonban 10 klubcsapat vett részt.
A címvédő az Union SG volt. A bajnoki trófeát a Rhodienne-De Hoek csapata nyerte meg, a bajnokság történetében hatodjára.

## Tabella
| Hely. | Csapat                | M  | Gy | D | V  | G+ | G– | Gk  | P  |
| ----- | --------------------- | -- | -- | - | -- | -- | -- | --- | -- |
| 1.    | Rhodienne-De Hoek     | 18 | 17 | 1 | 0  | 73 | 12 | +61 | 35 |
| 2.    | Union SG              | 18 | 15 | 0 | 3  | 68 | 17 | +51 | 30 |
| 3.    | Club Brugge           | 18 | 12 | 2 | 4  | 58 | 26 | +32 | 26 |
| 4.    | Beerschot AC          | 18 | 9  | 1 | 8  | 41 | 45 | −4  | 19 |
| 5.    | Daring Club Molenbeek | 18 | 9  | 0 | 9  | 58 | 35 | +23 | 18 |
| 6.    | Antwerp               | 18 | 8  | 2 | 8  | 30 | 42 | −12 | 18 |
| 7.    | Liège                 | 18 | 3  | 3 | 12 | 25 | 57 | −32 | 9  |
| 8.    | Kortrijk              | 18 | 3  | 3 | 12 | 29 | 69 | −40 | 9  |
| 9.    | Léopold               | 18 | 2  | 4 | 12 | 25 | 70 | −45 | 8  |
| 10.   | Cercle Brugge         | 18 | 2  | 2 | 14 | 23 | 57 | −34 | 6  |

## Meccstáblázat
| Hazai \ Vendég        | ANT  | BEE | CSB | FCB | COU | DAR | LÉO  | RCB | USG | FCL |
| --------------------- | ---- | --- | --- | --- | --- | --- | ---- | --- | --- | --- |
| Antwerp               | —    | 2–4 | 0–3 | 1–1 | 3–3 | 3–2 | 2–1  | 1–6 | 1–2 | 5–0 |
| Beerschot AC          | 0–3  | —   | 1–0 | 1–4 | 9–0 | 3–2 | 3–1  | 0–3 | 0–7 | 0–1 |
| Cercle Brugge         | 0–1  | 2–4 | —   | 1–2 | 5–3 | 1–7 | 5–5  | 0–2 | 0–7 | 1–1 |
| Club Brugge           | –    | 8–1 | 4–0 | —   | 5–0 | 2–1 | 10–1 | 0–0 | 2–4 | 5–2 |
| Kortrijk              | 0–2  | 2–3 | 3–1 | 1–6 | —   | 1–4 | 1–1  | 3–6 | 1–5 | 4–0 |
| Daring Club Molenbeek | 4–0  | 1–3 | 4–0 | 2–3 | 6–0 | —   | 6–1  | 0–2 | 2–0 | 7–1 |
| Léopold               | 1–2  | 2–6 | 3–1 | 0–3 | 2–2 | 1–7 | —    | 1–3 | 1–3 | 1–1 |
| Rhodienne-De Hoek     | 10–0 | 3–2 | 4–0 | 5–0 | 3–1 | 5–1 | 5–0  | —   | 3–1 | 4–1 |
| Union SG              | 3–1  | 3–0 | 2–0 | 5–1 | 5–0 | 4–0 | 8–0  | 0–5 | —   | 6–0 |
| Liège                 | 2–3  | 1–1 | 4–2 | 1–2 | 3–4 | 4–2 | 2–3  | 1–4 | 0–3 | —   |